# Jan Mańczak
Jan Mańczak (Manczak) herbu Sas – pisarz grodzki brzeskolitewski w latach 1671–1692, mostowniczy miński w latach 1647–1692.
W 1674 roku był elektorem Jana III Sobieskiego z województwa brzeskolitewskiego.